# Tony Anatrella
Tony Anatrella (14 febbraio 1941) è un presbitero, psicoterapeuta, scrittore e docente universitario francese.
Autore della voce "Omosessualità e omofobia" nel Lexicon del Pontificio consiglio per la famiglia, è considerato un esperto della teoria gender e un agguerrito oppositore delle unioni civili e della comunità LGBT.  Nel luglio 2018, al termine di un processo canonico, è stato sospeso dalla pratica pastorale per aver abusato sessualmente di almeno cinque suoi pazienti, tutti giovani adulti.

## Biografia
Tony Anatrella, presbitero cattolico della diocesi di Parigi, è psicanalista, psicoterapeuta e specialista in psichiatria sociale. Vive a Parigi, dove ha insegnato alla libera Facoltà di filosofia e di psicologia di Parigi (IPC) e al Collège des Bernardins. È stato consultore del Pontificio consiglio per la famiglia e del Pontificio consiglio per la salute, membro della Commissione internazionale di inchiesta su Međugorje presso la Congregazione per la dottrina della fede e professore invitato presso l'Istituto Giovanni Paolo II di Roma. Ha pubblicato molte opere tradotte in diverse lingue.
In Italia la sua notorietà come scrittore in ambito cattolico è cresciuta a partire dal 2003, quando ha pubblicato il testo “Il mondo dei giovani: chi sono? Che cosa cercano?”, in preparazione alla Giornata Mondiale della Gioventù a Colonia.
Anatrella è anche uno degli esponenti di spicco dei movimento "pro-famiglia" della Francia in particolare della Manif pour tous (in Italia Generazione Famiglia) e promotore di manifestazioni come il Family Day. È stato anche collaboratore del quotidiano Avvenire. Nel 2016, quand'era consulente psicologo per il Pontificio Consiglio per la Famiglia, ha sostenuto che i vescovi non dovrebbero essere obbligati a denunciare all'autorità civile gli abusi compiuti dai preti sui minori.

## Processo
Il primo ad aver accusato Anatrella fu, nel 2001, un ex seminarista, Daniel Lamarca, che si era rivolto a lui nel 1987, per “curare” la propria omosessualità. Anatrella, secondo il racconto di Lamarca, gli spiegò che lui "non era realmente omosessuale" e che "avrebbe potuto superare la sua condizione attraverso una terapia" in cui, tra le altre cose, Anatrella lo avrebbe masturbato. Altre accuse simili incominciarono ad avanzare sui giornali nel 2006, ma in nessun caso coinvolgevano minorenni e per questo motivo le autorità giudiziarie non intervennero immediatamente.
Nel maggio del 2016 l'arcivescovo di Parigi, cardinale André Vingt-Trois ha precisato di “non poter agire sulla base di dichiarazioni anonime e indirette” (nonostante le denunce di Daniel Lamarca) e ha diffuso una nota per invitare coloro che ritengono di essere stati vittime di abusi sessuali da parte di monsignor Tony Anatrella, a presentare all'Autorità ecclesiastica una formale denuncia contro il prelato.
Tali accuse si sono concretizzate da parte di diverse vittime, con una di esse, appunto Daniel Lamarca, che riguardo alla "terapia" ha affermato "ha manipolato il mio sesso, mi ha masturbato. Lui stesso ha avuto un orgasmo, nudo o quasi, perché non si levava i calzini" (« Il a manipulé mon sexe, m’a masturbé. Lui-même a joui, nu, du moins presque entièrement car il n’enlevait pas ses chaussettes. ») e di conseguenza il cardinale André Vingt-Trois ha aperto un processo canonico contro Anatrella che è stato anche sospeso dalla sua attività di docente al Collège des Bernardins a Parigi.
Nel luglio 2018 viene reso noto che Anatrella è stato sospeso da ogni incarico pastorale dopo essere stato sottoposto a processo canonico per gli abusi sessuali perpetrati sui suoi pazienti. Dopo la sentenza di condanna, Anatrella ha presentato istanza di ricorso.
Sempre nel luglio del 2018, Anatrella è stato scagionato dalle accuse mossigli, sia a livello penale che civile.

## Critiche e accuse
In varie occasioni Anatrella è stato oggetto di attacchi mediatici che ne hanno incrinato l'autorevolezza. 

### Teoria del complotto sull'ideologia gender
Anatrella è stato promotore di critiche alla teoria del gender. Secondo lui, per essa il genere sessuale "non dipende più dal genere maschile o femminile, ma da quello che ognuno si costruisce soggettivamente e che l’orienta verso l’eterosessualità, l’omosessualità, il transessualismo, ecc" (pur non essendo eterosessualità e omosessualità generi ma orientamenti sessuali). I suoi libri in Italia sono pubblicati dalle edizioni San Paolo e tra essi compare "La teoria del «gender» e l'origine dell'omosessualità. Una sfida culturale", in cui ribadisce l'esistenza della "teoria gender".
Nel 2005 ha prodotto un documento che fu utilizzato come base dal Vaticano per proibire l'ordinazione al presbiterato di candidati omosessuali.

### Terapie di conversione
Sostiene che l'omosessualità sia una forma di “immaturità narcisistica”  e che essa possa essere "curata".

### Omofobia
L'Association des parents de gays et lesbiens (APGL), Éric Garnier e lo psicanaista Michel Tort hanno qualificato le posizioni di Anatrella come omofobe.

## Opere
- Il regno di Narciso. Una società a rischio di fronte alla differenza sessuale negata, edizioni San Paolo, 2014 (ISBN/EAN 9788821593215)
- La teoria del gender e l'origine dell'omosessualità. Una sfida culturale, edizioni San Paolo, 2015 (ISBN/EAN 9788821574344)
- Interminables adolescences, éditions Cujas, 1988 (ISBN 978-2204029308)
- Adolescences au fil des jours, éditions du Cerf, 1991 (ISBN 978-2204044448)
- Le Sexe oublié, Flammarion, 1993 (ISBN 978-2080812780)
- Entre adultes et adolescents, éditions du Cerf, 1995 (ISBN 978-2204051071)
- L'Amour et le préservatif, Flammarion, 1995 (ISBN 978-2080671929)
- Non à la société dépressive, Flammarion, 1997 (ISBN 978-2080813213)
- La Différence interdite, Flammarion, 1998 (ISBN 978-2080674975)
- La Liberté détruite, Flammarion, 2001 (ISBN 978-2082125376)
- L'Église et l'amour, Flammarion, 2001 (ISBN 978-2080814586)
- Époux, heureux époux..., Flammarion, 2004 (ISBN 978-2082102919)
- Le Règne de Narcisse, Presses de la Renaissance, 2005 (ISBN 978-2750901752)
- La Tentation de Capoue, éditions Cujas, 2008 (ISBN 978-2254089079)
- Gender, la controverse, éditions Pierre Téqui, 2011 (ISBN 978-2740316917)
- Mariage en tous genre. Chronique d'une régression culturelle annoncée, L'échelle de Jacob, 2014 (ISBN 978-2359680430)

## Opere collettanee
- Homme et femme, Il les créa, éditions François-Xavier de Guibert, 2008 (ISBN 978-2755402605)
- Les Vocations sacerdotales, avec Guillaume de Menthière et Augustin Roméro, éditions Le Laurier, 2009 (ISBN 978-2864953111)
- Gender, qui es-tu ?, avec Olivier Bonnewijn et Michel Boyancé, éditions de l'Emmanuel, 2012 (ISBN 978-2353891771)